# Parmotrema sancta-candidae
Parmotrema sancta-candidae är en lavart som beskrevs av Eliasaro. Parmotrema sancta-candidae ingår i släktet Parmotrema och familjen Parmeliaceae.   Inga underarter finns listade i Catalogue of Life.